# Triplophysa stewarti
Triplophysa stewarti är en fiskart som först beskrevs av Hora 1922.  Triplophysa stewarti ingår i släktet Triplophysa och familjen grönlingsfiskar. IUCN kategoriserar arten globalt som livskraftig. Inga underarter finns listade i Catalogue of Life.